# Rachel Treweek
Pour les articles homonymes, voir Treweek.
Rachel Treweek, née Montgomery le 4 février 1963 à Broxbourne, est une évêque anglicane britannique. Depuis juin 2015, elle est évêque de Gloucester, la première femme à la tête d'un diocèse de l'Église d'Angleterre. 

## Biographie
Rachel Montgomery fait ses études secondaires à Broxbourne. Elle poursuit ses études à l'université de Reading où elle obtient en 1984 son diplôme de linguistique et pathologie du langage. Elle exerce le métier d'orthophoniste pour enfants à l'hôpital,. 
Rachel Treweek se forme ensuite pour être pasteure à Wycliffe Hall, où elle obtient une licence de théologie (BTh) en 1994. Elle est ordonnée diacre le 3 juillet 1994 par David Hope, évêque de Londres, à la cathédrale Saint-Paul, puis ordonnée prêtre le 27 juin 1995 par Martin Wharton, évêque de Kingston. Elle est pasteure de l'église St George and All Saints, Tufnell Park, à Londres, de 1994 à 1999. En 1999, elle est nommée pasteure de St James-the-Less, Bethnal Green, à Londres et responsable de la formation continue des pasteurs anglicans du diocèse de Londres. 
En 2006, Rachel Treweek est nommée archidiacre de Northolt, une fonction qu'elle occupe jusqu'à sa nomination comme archidiacre de Hackney le 14 mai 2011.
En septembre 2013, elle devient l'une des huit « observatrices participantes » de la Chambre des évêques (en), où elle représente l'Angleterre du Sud-Est. Ces nominations permettent d'instaurer une présence de femmes qui assistent et participent aux réunions de cette instance, jusqu'à ce que six d'entre elles siègent de droit en tant qu'évêques. Elle participe pour la première fois à ces réunions au cours du synode général de l'Église d'Angleterre le 9 décembre 2013. 
Le 26 mars 2015, Treweek est nommée évêque de Gloucester. Elle est la troisième femme élevée à l'épiscopat dans l'Église d'Angleterre et la première nommée à la direction d'un diocèse. Elle est l'une des deux femmes évêques nommées dans la province de Cantorbéry, en même temps que Sarah Mullally qui prend la tête du diocèse de Crediton. Le 15 juin 2015, son élection est confirmée lors d'une séance du tribunal des arches de Cantorbéry à St Mary-le-Bow à Londres,,. Sarah Mullally et Rachel sont  consacrées évêques par Justin Welby, le 27 juillet lors d'une cérémonie à la cathédrale de Cantorbéry,, puis elle est installée le 19 septembre à cathédrale de Gloucester en tant que 41e évêque de Gloucester,.
Elle est nommée à la Chambre des lords en tant qu'évêque et Lord Spiritual en septembre 2015 en remplacement de Tim Stevens,,. Le 26 octobre 2015, elle est présentée à la chambre haute par Justin Welby, archevêque de Cantorbéry, et Richard Chartres, évêque de Londres,. Elle est nommée évêque des prisons nationales en 2020, fonction qui s'ajoute à sa charge épiscopale.
Elle est mariée depuis 2006 avec Guy Treweek, lui-même également prêtre anglican.

## Distinctions
- 2016 : doctorat honoris causa (DLitt) de l'université de Reading[26]